# Peter Svidler
Piotr Veniamínovich Svidler, más conocido como Peter Svidler (Пётр Вениами́нович Сви́длер en ruso) (Leningrado, Unión Soviética, 17 de junio de 1976) es un Gran Maestro Internacional ruso de ajedrez.
En mayo de 2013 es el número 9.º del mundo según el ranking de la FIDE, con una puntuación Elo de 2769. Es además el número 4 de Rusia en jugadores activos e inactivos y número 3 en jugadores activos.
Piotr Svídler aprendió a jugar con 6 años de edad, fue Gran Maestro con 18 años, ha ganado 8 veces el Campeonato de Rusia de ajedrez, en 1994, 1995, 1997, 2003, 2008, 2011, 2013 y 2017.
Campeón Olímpico en :1994, 1996, 1998, 2000 y 2002 / Medalla de plata: 36.ª Olimpiada de ajedrez en 2004.
Ganador empatado en el primer puesto en Tilburg, en 1997 y Dortmund 1998 y 2006.
En el Torneo Corus de ajedrez 2007, en Holanda, quedó clasificado el 6.º, logrando 7 puntos de 13 posibles, con 4 victorias, 7 tablas y 2 derrotas.
En marzo de 2007, en el Torneo Internacional de Ajedrez Ciudad de Linares, Svídler, quedó clasificado el 5.º, con 7 puntos en 14 partidas, (+1 =12 -1).
En 2007, en el torneo Aerosvit (18-29 junio, Ucrania), se clasificó 4.º tras entablar 10 partidas y ganar solo una (+1 =10).
En el 2011, después de 10 años, se convierte en el campeón de la Copa del Mundo de la FIDE al vencer en un match a cuatro partidas a su compatriota Ruso Alexander Grischuk, con un resultado de 2,5 - 1,5 a favor de Svidler.
Históricamente, el Maestro Internacional Andréi Lukin ha sido su entrenador habitual. En los últimos años, los Grandes Maestros Aleksandr Motyliov, Nikita Vitiugov y Maxim Matlakov han realizado las funciones de segundo en los torneos más importantes.